# Christian Esnay
 (septembre 2013).
Christian Esnay est un comédien et metteur en scène français né le 2 juillet 1961 à Paris. Il formé dans l’atelier de Didier-Georges Gabily. Il est également le fondateur de la compagnie Les Géotrupes.

## Biographie
Comédien et metteur en scène, Christian Esnay se forme dans l’atelier de Didier-Georges Gabily de 1988 à 1993 et participe à la fondation du Groupe T’Chan’G créé pour la pièce Violences. Dès lors, il prend part aux mises en scène de Phèdre et Hippolyte de Jean Racine et Robert Garnier, Les Cercueils de zinc de Svetlana Alexievitch, Enfonçures et Chimère de Gabily, Dom Juan de Molière.
Parallèlement à son compagnonnage avec Didier-Georges Gabily, il joue aussi bien en milieu rural dans des lieux non-dévolus au spectacle que dans des lieux renommés : Théâtre de l'Odéon et de La Colline, Théâtre national de Bretagne, Festival d'Avignon, Théâtre de la Cité internationale... Il est comédien dans de nombreuses pièces auprès de Jean-Pierre Wollmer (L’Éducation d’un Prince de Marivaux), Alain Behar (Le Cercle de craie caucasien de Bertolt Brecht), Hubert Colas (Visages), Robert Cantarella (Oncle Vania d'Anton Tchekhov et Les Futuristes de Zdanevitch et Vedensky), Stanislas Nordey (La Puce à l'oreille de Georges Feydeau), Marie Vayssière (Il faut faire plaisir aux clients adapté de Rabelais et L’art de la comédie d’Eduardo De Filippo), Christine Letailleur (Le Banquet de Platon), Olivier Py (Roméo et Juliette de Shakespeare), Yann-Joël Colin (TDM3 de Gabily, Henri IV et Le Songe d'une nuit d'été de William Shakespeare)... Avec ce dernier, il cofonde en 1993 La compagnie La Nuit surprise par le jour, groupe issu de l’École de Chaillot d’Antoine Vitez réuni autour de Stéphane Braunschweig puis de Didier-Georges Gabily. Cette aventure collective de théâtre naît de la volonté de ses membres fondateurs (Cyril Bothorel, Yann‐Joël Collin, Éric Louis, Pascal Collin, Christian Esnay, Alexandra Scicluna et Gilbert Marcantognini) de poser en acte, sur le plateau, les questions de la fabrication à vue et de la relation directe au public, où le présent de la représentation est d’abord mis en jeu.
En tant que metteur en scène – et amateur de Shakespeare – il réalise son premier travail en 1998 au Maillon à Strasbourg avec Le Songe d’une nuit d’été, spectacle en appartement. Suivent Comme il vous plaira et Macbeth en tournée française.
En 2002, il crée sa compagnie Les Géotrupes dont La Raison gouverne le monde, spectacle fondateur mis en scène à la Comédie de Clermont-Ferrand, est constitué de cinq pièces : La Paix d’Aristophane, Titus Andronicus de William Shakespeare, Bradamante de Robert Garnier, Les Européens de Howard Barker et La Mission de Heiner Müller. Ce mini festival où se répondent cinq écritures différentes est repris au CDN de Caen, au Théâtre de la Cité internationale à Paris, au Théâtre de Gennevilliers et au CDN d’Orléans. Les douze comédiens des Géotrupes jouent dans les cinq pièces. Le public a sa place sur le plateau avec des chœurs d’amateurs et les spectateurs ont la liberté, comme dans le théâtre élisabéthain, d’entrer et de sortir d’une salle suffisamment éclairée.
En 2003, il crée, toujours à la Comédie de Clermont-Ferrand, le diptyque Justice et Raison constitué des Plaideurs de Racine et du Procès de Jeanne d’Arc de Bertolt Brecht. Ce spectacle est repris dans le Bocage bourbonnais dans des espaces étonnants comme stabulations, cours de ferme, granges ou champs. Le rôle de Jeanne d’Arc est joué successivement par tous les acteurs, hommes et femmes. Dans Les Plaideurs, le chien jugé dans l’acte III est joué chaque soir par un spectateur.
À partir de 2004, il est metteur en scène associé au Centre dramatique national de Gennevilliers auprès de Bernard Sobel où il crée Massacre à Paris de Christopher Marlowe joué successivement dans cinq versions avec chacune sa distribution, sa couleur scénographique, son style et son chœur d’habitants. 2006 voit la production d’un triptyque comprenant Iphigénie de Racine ainsi que Iphigénie à Aulis et Iphigénie en Tauride d’Euripide.
En 2005, il monte La Ronde d'Arthur Schnitzler au festival de théâtre contemporain de Tunis organisé par le Théâtre de l’Étoile du Nord.
En 2009, au Théâtre de l'Odéon / ateliers Berthier, il crée Les Européens et Tableau d’une exécution de Howard Baker puis il met en scène une « tétralogie Euripide » avec Hécube, Hélène, Oreste et Le Cyclope.
En 2013, il crée à La Comédie de Clermont-Ferrand Les Fourberies de Scapin de Molière qui tournera en France et à l’étranger jusqu’en 2019.[réf. nécessaire] Avec cette pièce, dans laquelle il interprète le rôle-titre, il renoue avec un style de théâtre plus grand public.
Attaché à la transmission et au partage[réf. nécessaire], il travaille ses mises en scène en répétitions ouvertes au public et parfois avec des amateurs. De 1997 à 2003, il collabore aux travaux de formation et d’ateliers au sein du Centre dramatique national de Montluçon, Les Fédérés. Il anime par ailleurs de nombreux stages et ateliers pour les habitants de Gennevilliers lors de sa résidence au CDN, à l’Institut supérieur d’art dramatique de Tunis, au CDN d’Orléans, à l’école du TNB de Rennes, à l’ERAC...
En 2019, il monte Othello de William Shakespeare au Théâtre de l'île à Nouméa.